# Політичний спічрайтинг
Спічрайтинг (англ. speechwriting «написання промови») — підготовка і написання текстів для усних виступів перед аудиторією. Послуги спічрайтерів особливо затребувані в соціально-політичних процесах суспільства. Перш за все, спічрайтинг — це мистецтво складання тексту промови. Для грамотного спічрайтингу дуже важливий підбір і ретельний аналіз даних по темі мови. При цьому треба врахувати безліч складових спічрайтингу, а це: хто буде слухачем, де буде проходити захід і коли воно відбудеться. Текст промови повинен бути максимально наближений до рівня слухачів, слова зрозумілі, а пропозиції лаконічні. Складносурядні речення, як правило, погано сприймаються на слух. Головне завдання спічрайтингу — це привернення уваги слухачів до ваших слів. Професіонали в області спічрайтингу легко опановують увагою аудиторії, тим самим керуючи їм. Крім того спічрайтинг має кілька ще інших особливостей. Важливим етапом складання тексту промови є збір і обдумування інформації. Важливо вивчити кілька факторів, такі як цільова аудиторія, технічні засоби, місце і час виступу оратора. Справа в тому, що від віку цільової аудиторії, їх соціального статусу та багатьох інших характеристик залежить вибір відповідних слів і стилю викладу. У спічрайтинг повинні міститися тільки зрозумілі визначення, мова викладатися простою мовою з мінімальним використанням дієприслівникових і дієприкметникових оборотів. Якщо говорити про спічрайтинг у політичній сфері то, немало політичних діячів здатні яскраво і переконливо говорити. Для того щоб переконати слухача вони наводять багато аргументів, використовують яскраву стилістику мови. Працювати з такими політиками спічрайтерам і легко, і складно. Часті тривалі виступи висувають додаткові вимоги як до спічрайтерів, так і до самого політика. Необхідно і далі підтримувати імідж вправного оратора. Шукати нові і яскраві доводи. Непросто працювати спічрайтерам і з небагатослівним лідером (наприклад, Путін В. В.). У невеликому тексті треба «вмістити» великі ідеї, іноді навіть програмного змісту. Для таких політиків доводиться підбирати виразні, ємні, рідковживані слова. Розмірковуючи про історію Риму, Н. Макіавеллі писав: «Цезар зумів настільки засліпити народні маси, що вони не визнали ярма, яке самі наділи собі на шию». Але акторство політика не має заходити за рамки допустимого, інакше воно стає засобом маніпуляції масами. Політика — не театр і навіть не шахи, це наше повсякденне життя. І спічрайтери, які займаються постановкою «політичного спектаклю» (публічна діяльність В. Жириновського), повинні розуміти, що життя в суспільстві з такими політичними лідерами нераціональна і веде до розкладання політичної системи. Спічрайтер повинен нести відповідальність за формування іміджу політика. Порівняно з комерційним, політичний спічрайтинг менш затребуваний, що, перш за все, пов'язано з істотним скороченням виборчих кампаній, що проводяться в Україні. Однак ця обставина не применшує значущості політичного спічрайтингу при політичному брендингу. Політичний спічрайтинг пов'язаний з наданням послуг, як для фізичних осіб з політичної сфери, так і для суспільно-політичних груп і організацій, які прагнуть через механізми іміджування створити конкретний образ.

## Розробка інформаційної політичної платформи, необхідної для іміджування
Інформаційна політична платформа включає в себе два базових елементи, перший — написання політичної програми, другий — створення «біографії» кандидату чи організації. Написання політичної програми — дуже складний процес, в ході якого необхідно поєднати соціально-демографічні характеристики аудиторії з цілями і завданнями політичної партії / рухів або політичних лідерів чи кандидатів. Створення «біографії» кандидату або ж організації включає в себе аналіз слабких сторін у біографії об'єкта і заміни їх на сильні сторони.

## Комплексна робота із засобами масової інформації
Комплексна робота із засобами масової інформації включає в себе в основному роботу з медіа, яка передбачає складання медіа-карти, медіа-плану та роботу із засобами масової інформації виходячи з цілей політичної іміджевої доцільності. Взаємодія зі ЗМІ — найважливіший аспект діяльності спічрайтера. Стародавні спічрайтери і уявити собі не могли тоді, коли мовлення транслюватимуться на мільйони слухачів по радіо і телебаченню або коли мова буде доступна одночасно всьому світу через телефонні лінії та Інтернет. Тому сучасний спічрайтер повинен навчитися думати в термінах звукобайтів і враховувати присутність більш широкої аудиторії виборців, що сидять вдома біля телевізорів. Ця ситуація висуває нові вимоги до техніки написання мови. Ми живемо в часи, коли імідж опановується словом, тому спічрайтери повинні взяти до уваги силу образу і забезпечити відповідність своїх слів іміджу кандидата. Мова виступу невіддільна від образу кандидата в той час, коли він виголошує промову. Наприклад, образ Білла Клінтона, що загрожує пальцем, коли він заперечує факт свого роману «з цією жінкою, міс Левінські», буде назавжди закарбований в суспільній свідомості завдяки однаково мальовничості візуального образу президента в той момент і словами, які він виголошував. Підйом ЗМІ і телебачення зробив публічні промови ще важливішим елементом політичного життя. Одне невірне слово — і кандидат все життя буде стикатися з роликами, які нагадують цю помилку, або новинними репортажами, що тиражують його помилку. Спічрайтери, не дивлячись ні на що, повинні вміти сприймати критику, залишати своє «его» за дверима і адаптувати те, що вони вважають «прекрасним зразком красномовства» до потреб клієнта. Можливо, це один з найскладніших аспектів процесу підготовки промов. Спічрайтер може вірити в свою промову і ідеї, які вона висловлює, а метушливий клієнт, який навіть не в змозі чітко висловити свої претензії до мови, велить йому все це переробити.

## Формування іміджу через рекламні та PR-тексти
Формування іміджу через рекламні та PR-тексти є повномасштабною політичною роботою, яка пов'язана з підготовкою всього комплексу спічрайтінгових матеріалів, листівок (агіток), плакатів, написання промов і т.п.

## Проведення соціологічних досліджень в регіонах
Соціологічні дослідження необхідні для оцінки сприйняття політичної партії / руху або окремого політичного лідера-висуванця. На підставі отриманих результатів соціологічних досліджень коригується стратегія політичного позиціонування.
Політичний виступ, щоб бути ефективним, має будуватися відповідно до певних вимог військових дій. Виступаючі зазвичай припускають, що адресат знає, до якого табору належить, яку роль відіграє, в чому ця роль полягає і за яке положення виступає і проти якого положення і якої партії або ж якої думки. Належність до певної партії змушує мовця :
- з самого початку вказати конкретний привід для виступу, мотив «я говорю не тому, що мені хочеться поговорити, а тому, що так треба»;
- підкреслити «репрезентативність» свого виступу, вказавши, від імені якої партії, фракції або угруповання висловлюється дана думка, — мотив «нас багато»;
- оскільки колективна дія більш видовищна, ніж окремий виступ, часто передбачаються підтримують дії з боку однодумців;
- уникати прояву особистісних мотивів і намірів, тоді підкреслюється соціальна значущість і відповідальність, соціальна ангажованість виступу — мотив «я представляю інтереси всього суспільства в цілому» Стилістична мова спрямована на знищення противника. Одним із засобів знищення супротивника в політичних дебатах є висміювання противника. Сміх взагалі, на думку багатьох теоретиків (напр., А. Бергсона), проявляє неусвідомлене бажання принизити супротивника, а тим самим відкоригувати його поведінку. Така спрямованість усвідомлено експлуатувалася в політичних дебатах ще з часів Римської імперії. Про це свідчать викривальні промови Цицерона, в яких висміюються навіть інтимні характеристики противника, взагалі кажучи, не мають прямого відношення до політики<ref name=Ігнатьєв>.

Оратор «входить в змову» зі слухачем, прагнучи виключити з гри свого політичного опонента як що не заслуговує ніякого позитивного уваги. Багато повчальних прикладів такого способу знищити противника знаходимо ми у В. І. Леніна. Оскільки висміювання знаходиться на межі етично допустимого, можна припустити, що в найбільшій мірі образливий гумор сприймається суспільством як доречний тільки в найкритичніший період; а в «нормальні» періоди такий жанр навряд чи допустимо. У більш же м'якій формі виключають противника з гри, коли говорять не про особистості, а про помилкові погляди, «антинаукових» або неспроможних. Так, за часів СРСР говорили про «патологічному антикомунізм», «наукову неспроможність», «фальсифікації фактів», «ігнорування історичних процесів» і т. ін. Ще м'якше виражалися, коли говорили, що «товариш не зрозумів» (скажімо, недооцінив переваги соціалізму над капіталізмом і т. ін.) — своєрідно пом'якшена оцінка не дуже високого інтелекту противника. В академічному, що не характерно політичному дискурсі частіше говорять про те, що щось у даного автора «незрозуміло» або «незрозуміло, що хтось хотів сказати»: в цьому саркастичному обороті провину ніби бере на себе інтерпретатор. Ще більший евфемізм межує з щирістю — коли говорять: «Я дійсно не розумію …» Усунувши таким чином опонента від рівноправної участі в обговоренні питань, оратор залишається один на один зі слухачем;

## Роль спічрайтера у політичній кар'єрі та формуванні іміджу політика
При певних режимах вільний обмін думками не припускав, і політичний дискурс не націлений на діалог. Тим часом усний публічний виступ є потужним засобом формування, підтримки або поліпшення іміджу як керівника, який вимовляє цю промову, так і самого підприємства або державної структури, яку він представляє. Історія XX століття знає чимало випадків, коли спічрайтер в тандемі з керівником, для якого готується виступ, створювали мови, не тільки коригуючі імідж, а й змінювали суспільну свідомість.
Перший спічрайтер сучасності Джадсон Уеллівер придумав для свого шефа, тридцятого президента США Кельвіна Кулиджа, крилаті фрази типу «Одна людина плюс закон — вже більшість» або «Якщо ви нічого не скажете, вас не попросять повторити це» і таким чином зробив з повільного мовчазної юриста із занадто звичайною зовнішністю, боявся до того ж журналістів як вогню, філософа-інтелектуала, батька нації.
Спічрайтер Джона Кеннеді Теодор Соренсен написав для американського президента кілька драматичних і емоційних звернень до нації під час Карибської кризи, які, за оцінками істориків, допомогли розрядити взаємини між США і СРСР. Нарешті, батько радянського спічрайтингу видатний журналіст Олександр Бовін прославив Л. Брежнєва своєю знаменитою фразою «економіка повинна бути економною».